# Humbert (imię)
Humbert – imię męskie pochodzenia germańskiego.  
Wywodzi się od złożenia słów hun – „wojownik” i beraht – „słynny”.  Oryginalnie było imieniem normandzkim. Za pośrednictwem Normandów jego użycie rozszerzyło się na Anglię i Włochy, gdzie nosiło je dwóch królów. Istnieją też święci o tym imieniu.
Humbert imieniny obchodzi 4 marca i 13 listopada.

## Znane osoby noszące to imię
- Humbert z Silva Candida
- bł. Humbert z Romans (1194-1277) - generał zakonu dominikanów
- Umberto Eco – włoski pisarz
- Umberto Giordano – włoski kompozytor
- Humbert Sabaudzki (1889–1918) – jedyny syn z drugiego małżeństwa byłego króla Hiszpanii Amadeusza, księcia Aosty, z Marią Letycją Bonaparte-Aosta